# Asteroid vs Earth
Asteroid vs Earth è un film per la televisione a tema apocalittico del 2014 diretto da Christopher Ray.

## Trama
Nella periferia del Sistema Solare, oltre la fascia di Kuiper, due pianeti delle dimensioni di Plutone si scontrano sbriciolandosi in innumerevoli asteroidi; uno di essi, largo 800 km, comincia a dirigersi verso la Terra.
Qualche tempo dopo, l'asteroide è avvistato da uno dei ricercatori dell'Osservatorio Katy; avvertite, le forze armate, capitanate dal generale Jim Lewis, ordinano al ricercatore che lo aveva scoperto di trovare una soluzione. Nel contempo, gli Stati Uniti, l'Europa e la Cina decidono di cooperare e creano un sistema missilistico per bloccare la corsa della meteora. Viene anche contattata la geologa Marissa Knox, fidanzata del capitano Chase Seward.
Dopo qualche giorno, il ricercatore incaricato di fermare l'asteroide ha la soluzione: spostare la Terra dalla sua rotta facendo esplodere delle testate nucleari nella fossa di Yap, nel Pacifico, così da scatenare un terremoto di magnitudo 18.9 che destabilizzi l'orbita del pianeta spingendolo in avanti. Nonostante il terremoto cancellerà metà della popolazione mondiale le forze armate accettano e incaricano il capitano Andrew Rogers, comandante del sottomarino U.S.S.Polk, di scendere a 9000 metri di profondità per perforare la fossa e sganciarci delle testate HROW. Anche Chase e Marissa si uniscono all'equipaggio, insieme al tenente Michael Raus.
Intanto un allineamento del Sole e della Luna con l'asteroide accelera la sua corsa, diminuendo il tempo dell'impatto di tre giorni. Il Polk allora scende subito nella fossa di Yap, non prima che Chase abbia affidato altre otto testate di potenza inusuale al suo amico capitano Martin Rhodes, nel caso il gruppo avesse fallito. Giunti a 9000 metri sott'acqua, Chase e Marissa cercano di sganciare le testate, ma un improvviso incendio manda in cortocircuito i sistemi del sottomarino, imprigionandoli con le bombe. Per di più anche il sistema di aerazione si guasta, causando un innalzamento della temperatura, e le testate iniziano a reagire con essa. Per evitare un'esplosione, Rogers lancia le testate sul fondale, impedendogli di attivarsi grazie alla pressione (essendo a tempo). Con la riattivazione dei portelli si sbloccano anche le porte, permettendo a Chase e Marissa di uscire e tornare sul ponte.
Intanto le forze armate americane, cinesi ed europee uniscono le loro forze e sganciano tutti i missili nucleari sull'asteroide, riuscendo a deviarne la rotta, ma da esso si staccano alcuni frammenti; due di essi si dirigono verso la Terra: il più piccolo, largo 350 metri, colpirà Hong Kong entro quindici ore, mentre il più grande, largo 54 km, centrerà il golfo del Messico entro diciassette ore.
Nello stesso momento la crosta terrestre inizia ad avere smottamenti a causa della gravità dell'asteroide, provocando terremoti e l'esplosione di alcuni vulcani; uno di essi, vicino al campo di Rhodes, uccide gran parte dei soldati, ma il capitano porta comunque al sicuro le testate e sette dei suoi uomini, insieme al tenente Andy.
Nel mentre l'asteroide più piccolo raggiunge la Terra e colpisce Hong Kong, polverizzando ogni cosa in tutta la Cina e scatenando tsunami in tutto il Pacifico, e il gruppo di Rhodes ne entra in contatto; solo il capitano, Andy e due soldati sopravvivono, e perdono quattro delle testate.
Intanto anche la fossa di Yap inizia ad eruttare, e il sommergibile viene seriamente danneggiato, mentre il capitano Rogers muore fulminato durante l'impatto. Preso il comando, Chase decide di spaccare in due il Polk, perché una delle due parti risalga mentre l'altra esploda nella fossa; tuttavia occorre che qualcuno attivi le testate. Contro il volere di Chase, Raus decide di farlo lui e muore nell'intento. Il sommergibile così si spacca in due e mentre una di esse (ove si trova l'equipaggio) sfreccia verso la superficie, l'altra precipita nella fossa attivando le testate e scatenando un terremoto, che però raggiunge solo il magnitudo 16.5; nel sisma, il ricercatore che aveva scoperto l'asteroide muore. Marissa propone allora di far esplodere altre testate nel vulcano dell'isola Saipan, ma subito dopo l'onda causata dal meteorite di Hong Kong li investe, rendendo il sommergibile inutilizzabile. Inoltre, mancano solo 49 minuti all'impatto.
Chase allora chiede a Rhodes di usare le quattro testate rimaste per far esplodere il vulcano e salvare la Terra; l'isola però è un vecchio campo di battaglia e, durante il passaggio su un campo minato, uno dei soldati, Metal, viene ferito e si uccide per permettere agli altri di proseguire. Anche Andy e l'altro soldato muoiono durante la risalita. Rhodes decide allora di sacrificarsi e si getta nel vulcano con le testate, provocando un super-terremoto che sposta la Terra dalla traiettoria dell'asteroide a soli pochi minuti dall'impatto.
Nella scena finale, Marissa e Chase si baciano, mentre viene inquadrato il cielo dove si vede l'asteroide di 800 km passare accanto alla Terra, mentre alcuni suoi frammenti si disintegrano nell'atmosfera generando bellissime stelle cadenti.